# August Baudert

August Baudert

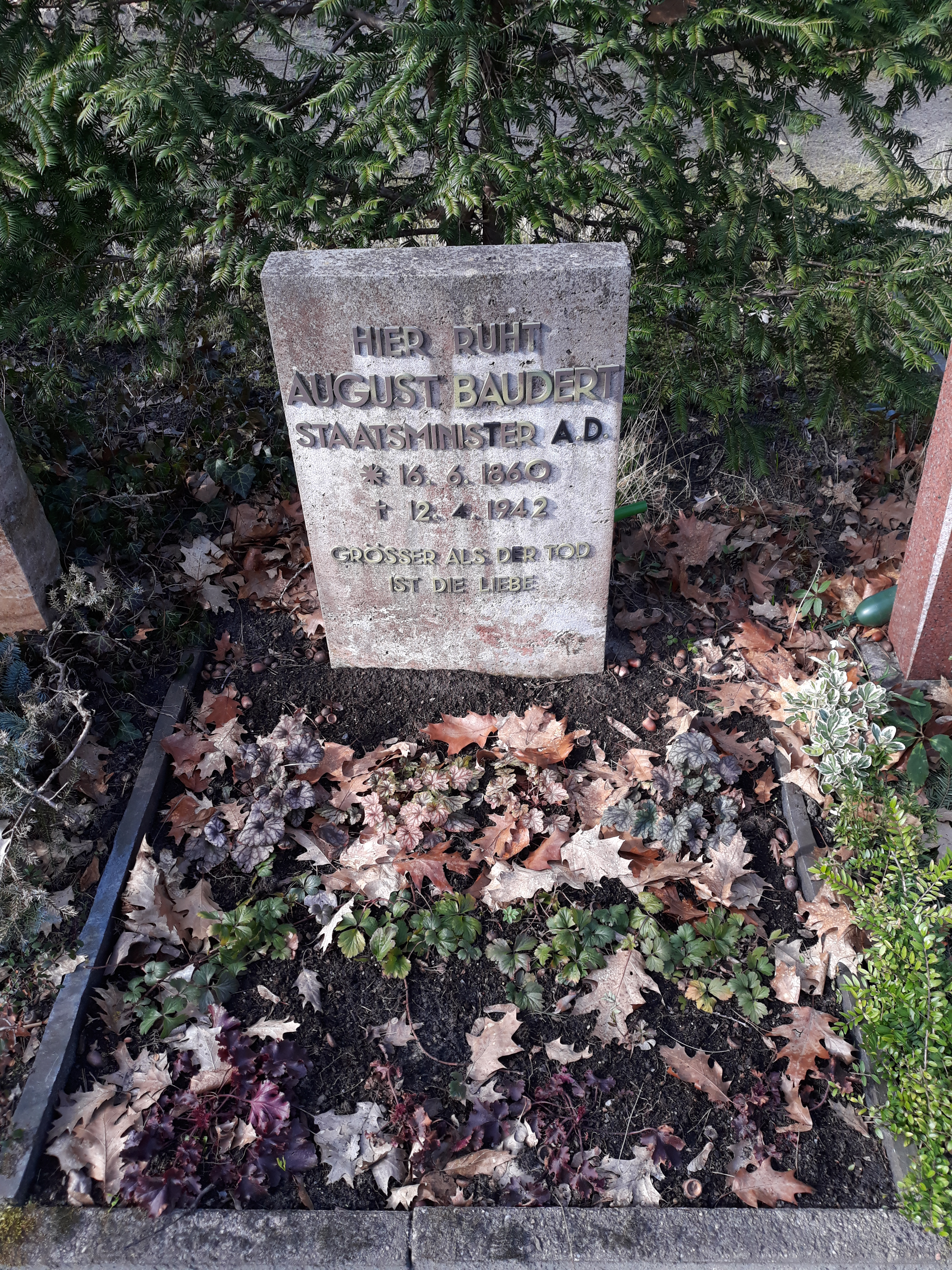
Das Grab von August Baudert auf dem Friedhof Hermsdorf in Berlin.

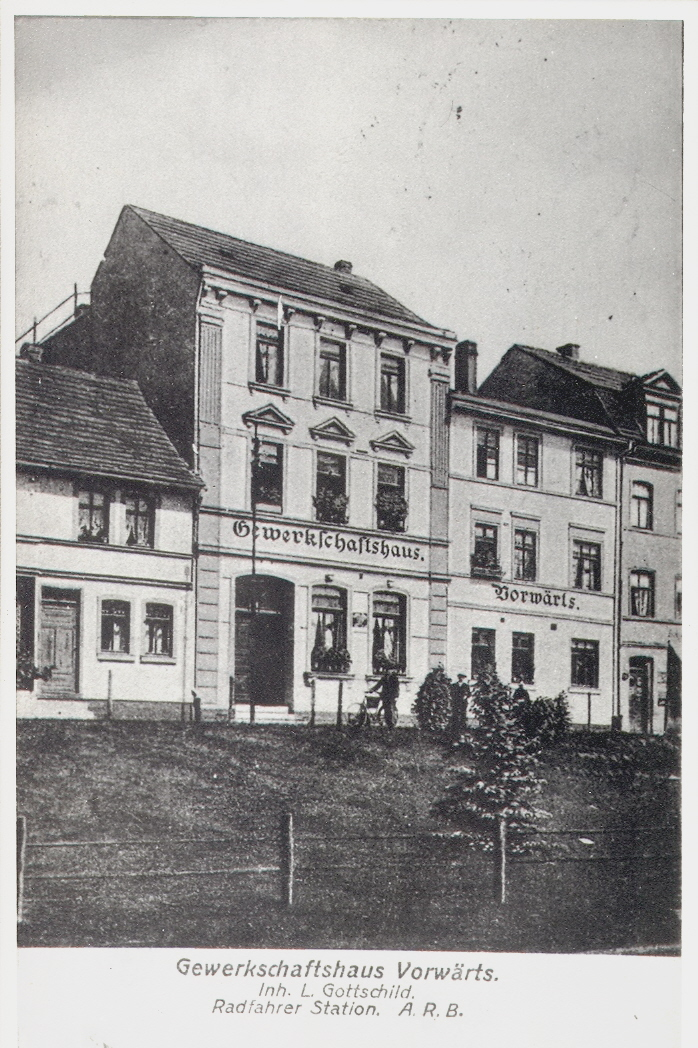
Gewerkschaftshaus Vorwärts in Apolda

Friedrich Louis August Baudert (* 16. Juni 1860 in Kranichfeld (Sachsen-Weimar); † 24. April 1942 in Oranienburg) war ein deutscher Publizist und Politiker der SPD.

## Leben und Beruf
Als Sohn eines Webermeisters geboren besuchte Baudert von 1866 bis 1868 die Volksschule in Blankenhain und im Anschluss bis 1874 die Bürgerschule in Apolda. Von 1874 bis 1877 machte er eine Lehre zum Strumpfwirker und begab sich auf Wanderschaft in Deutschland, Österreich, Italien, der Schweiz und Dänemark. Nach seiner Heirat 1884 mit Christiane Saupe aus Krippendorf arbeitete er bis 1889 als Textilarbeiter und erlangte 1886 den Meistertitel. Im Anschluss daran arbeitete er bis 1892 als selbstständiger Wirkermeister in Apolda. 1891 beteiligte er sich an der Gründung des Textilarbeiterverbandes. 1892/93 war er Redakteur der Zeitung Tribüne in Erfurt und deren Beilage „Freie Presse“ in Apolda. Von 1892 bis November 1902 unterhielt Baudert eine Gastwirtschaft unter dem programmatischen Namen „Vorwärts“, in der ein wesentlicher Teil des Apoldaer Gewerkschaftsleben stattfand und die Arbeiterschaft politische Versammlungen abhielt. Ab 1900 betrieb er dort eine „Central-Bibliothek“ zur Arbeiterbildung. Ab 1902 war er als Schriftsteller tätig. Im Jahre 1905 war er Mitbegründer des Apoldaer Spar- und Bauvereins zur Förderung des Arbeiterwohnungsbaus. 1906 folgte er dem Ruf von Carl Kettel und  zog nach Weimar, um dort eine Funktion im Landesvorstand der SPD zu übernehmen. Er ist Initiator für den Bau des Volkshauses in Weimar (1906/08).

## Politische Karriere
Baudert trat 1878 in die SPD ein und war von 1891 bis 1906 Mitglied des Gemeinderates in Apolda. Bis 1919 arbeitete er als Parteisekretär für Thüringen von Weimar aus, wo er in den Jahren 1909 bis 1919 auch Gemeinderat war.
Die Novemberrevolution 1918 bedeutete politisch für August Baudert eine einschneidende Wende. Im November wurde er für ein halbes Jahr bis Mai 1919 Staatskommissar für die inneren und äußeren Angelegenheiten des Freistaates Sachsen-Weimar-Eisenach. Im Anschluss an diese Tätigkeit bekleidete er das Amt des Staatsministers für Inneres und Äußeres im Freistaat. Von Januar 1921 bis April 1923 war Baudert Vorsitzender der Gebietsregierung Sachsen-Weimar-Eisenach und zusätzlich ab April 1922 auch Gebietsleiter des Gebietes Sachsen-Weimar-Eisenach. Zudem war er von 1919 bis 1920 auch Mitglied des thüringischen Staatsrates.
Ab 1936 lebte Baudert in Oranienburg, wo er 1942 verstarb. Während der NS-Herrschaft war August Baudert wiederholt inhaftiert.

## Parlamentszugehörigkeit
1893 kandidierte Baudert das erste Mal für den Reichstag, allerdings war diese Kandidatur erfolglos. Ein Jahr später zog August Baudert in den Landtag von Sachsen-Weimar ein und behielt dieses Mandat bis 1920. Von 1920 bis 1921 war er Mitglied des neuen Landtages von Thüringen.
Nach seiner erfolglosen Kandidatur 1893, zog Baudert schließlich 1898 für den Reichstagswahlkreis Großherzogtum Sachsen-Weimar-Eisenach 1 in den Reichstag ein und behielt sein Mandat bis 1907. Bei der Reichstagswahl 1907 kandidierte er erneut, allerdings auch dieses Mal erfolglos. Nach der Reichstagswahl 1912 war er bis 1918 wieder Reichstagsabgeordneter.
Von 1919 bis 1920 vertrat Baudert den Wahlkreis 36 (Thüringen) in der verfassunggebenden Nationalversammlung in Weimar.

## Gedenken
- In Weimar ist der Vorplatz des Hauptbahnhofes nach August Baudert in August-Baudert-Platz benannt. Dieser steht auf der Liste der Kulturdenkmale in Weimar (Sachgesamtheiten und Ensembles).
- In Apolda gibt es eine August-Baudert-Straße.

## Veröffentlichung
- Sachsen-Weimars Ende. Historische Tatsachen aus sturmbewegter Zeit. Panse, Weimar 1923.